# Ghazni
Ghazni este un oraș din Afganistan, fiind capitala regiunii omonime.
Este situat la o înălțime de 2,219 m față de nivelul mării, iar în 2006 avea o populație de 141.000 de locuitori.
Este legat, prin intermediul unei autostrăzi de Kandahar (la sud-est), de Kabul (la nord-est) și de Gardez (la est).
Ca multe orașe ale Afganistanului, are o istorie veche.
A fost fondat în antichitate, fiind la început un mic centru comercial, menționat și de Ptolemeu.
În secolul al VI-lea î.Hr., a intrat sub stăpânirea regelui ahemenid Cirus cel Mare.
Până în secolul al VII-lea d.Hr., orașul este un prosper centru budist.
În 683, armatele califatului omeiad impun islamul drept cult oficial, dar mulți refuză noua religie.
La sfârșitul secolului al IX-lea este cucerit de Imperiul Persan, ca ulterior să devină capitala Imperiului Ghaznavid.
Timp de câteva secole, orașul reprezintă un centru important al culturii persane.
În timpul primului război anglo-afghan (1839–1842), este distrus de către armatele britanico-indiene.
Sub protecția forțelor NATO și în special prin contribuția SUA, se începe reconstrucția orașului.